# Giovan Battista Fardella
Giovan Battista Fardella (Trapani, 15 agosto 1818 – Palermo, 23 marzo 1881) è stato un patriota e politico italiano.

## Biografia
Esponente della famiglia nobiliare siciliana Fardella di Torrearsa. Fratello di Vincenzo ed Enrico Fardella, con cui nel 1848 partecipò alla rivoluzione antiborbonica e nel 1849 andò in esilio. 
Nel 1860, appreso dello sbarco dei Mille, cercò di tornare nell'isola, ma fu arrestato e imprigionato a Gaeta dai Borbone. Nel 1865 divenne sindaco di Trapani, fino al 1869.